# Johann Nestroy
Johann Nepomuk Eduard Ambrosius Nestroy (Viena, 7 de dezembro de 1801 em Viena – Graz, 25 de maio de 1862) foi um cantor de ópera, ator, e, principalmente, um dramaturgo.
Após uma carreira como cantor de ópera em várias cidades da Europa, de 1822 a 1831, Nestroy retornou a sua cidade natal, Viena, e permaneceu escrevendo peças e atuando. Esta combinação de carreiras fez com que Nestroy ficasse conhecido como o "Shakespeare da Áustria".
A carreira de Nestroy como dramaturgo foi um sucesso imediato: sua peça de 1833, "Lumpacivagabundus", foi um sucesso de bilheteria. Ele logo se tornou uma figurinha premiada da alta sociedade cultural da Áustria. Junto a Ferdinand Raimund, Nestroy foi considerado o precursor do teatro popular de Viena.
Contudo, ao passo que Raimund se concentrava mais em fantasias mágicas e românticas, Nestroy trabalhou com a comédia, a sátira e a crítica. Trabalhando em uma época em que seu país era governado por um primeiro ministro conservador (Klemens Wenzel von Metternich), ele precisou de muita habilidade em suas peças para driblar a censura. Seu interesse em jogos com palavras (uso de neologismos, ambigüidade, comparações, etc) era imenso, e seus personagens mesclavam termos locais vieneses com uma fala rebuscada. A música foi, ainda, muito importante em seu trabalho, através de canções elaboradas para o tema da peça e que ditavam o ritmo, ajudando a dar a devida emoção à cena.
Nestroy escreveu mais de oitenta peças nas décadas de 40 e 50. As mais importantes foram as comédias burlescas "Lumpacivagabundus", "Liebesgeschichten und Heiratssachen", "Der Talisman", "Einen Jux will er sich machen" e "Der Zerrissene", todas elas fortemente marcadas por críticas sociais e sátiras bem-elaboradas.
Em torno de metade dos trabalhos de Johann Nestroy foram adaptados para a língua alemã atual, enquanto a outra parte permanece na linguagem vienesa original. Pouquíssimas foram traduzidas para a língua inglesa e não se sabe de nenhuma que tenha sido traduzida para o português.
Seu nome hoje batiza obras e locais austríacos, como uma linha de trem e uma praça, entre outros.